# Leandro Müller
Leandro Müller (født d. 14. november 1978 i Juiz de Fora) er en brasiliansk forfatter. Han har en dobbeltgrad i Journalistik og Reklamer fra Universidade Federal do Rio de Janeiro. Derudover har han studeret filosofi på Universidade do Estado do Rio de Janeiro og Universidade do Porto. Siden 2004 har han arbejdet med udgivelser som redaktør udover sin forfatterkarriere.
Hans føret roman O Código Aleijadinho blev udgivet i 2006. Thrilleren finder sted i tre forskellige byer i den brasilianske stat Minas Gerais, som stadig har en del af stemningen fra kolonitiden. Historiens plot inkluderer flere virkelige brasilianske kunstnere og historiske personer fra frihedsbevægelsen, som blev startet i denne region og kendt under navnet Inconfidência Mineira. 
I 2008 modtog Müller prisen Prémio Máster en Edición fra den spanske gruppe Santillana for sin bog Pequeño Tratado Hermético sobre Efectos de Superficie (A small hermetic treaty about Effects of Surface), som blev udgivet af Ediciones Universidad Salamanca, en forlag fra Universidad de Salamanca. Romanen har en introduktion af den spanske forfatter Enrique Vila-Matas.

## Hæder
- Ærespris i poesikonkurrence organiseret af Studenterorganisationen fra Porto University (Portugal, 2007).
- Prémio Máster en Edición do Santillana Formación (Spain, 2008)